# Rezerwat przyrody Jezioro Lisunie
Rezerwat przyrody Jezioro Lisunie – rezerwat wodny położony na terenie Mazurskiego Parku Krajobrazowego w województwie warmińsko-mazurskim (gmina Mikołajki).
Rezerwat został utworzony w 1958 roku w celu zachowania ze względów naukowych i dydaktycznych zarośniętego jeziora ze stanowiskiem kłoci wiechowatej i innych rzadkich gatunków roślin wraz z pasem otaczającego lasu z roślinnością pierwotną. Początkowo zajmował powierzchnię 15,78 ha i obejmował jezioro Lisunie (14,80 ha) oraz niewielki oddział leśny (0,98 ha). W 2017 roku powiększono go o sąsiednie, mniejsze, bezimienne jezioro, a tym samym powierzchnia rezerwatu wzrosła do 19,00 ha. Jako cel ochrony podaje się obecnie „zachowanie jezior ramieniowych ze stanowiskami kłoci wiechowatej”.
Brzegi jeziora Lisunie są silnie zarośnięte przez trzcinę pospolitą. Dno pokryte jest warstwą 3,7 m mułu.

## Flora
Na terenie rezerwatu występują także:
- grążel żółty,
- grzybień biały,
- jezierza giętka,
- przesiąkra okółkowa,
- bogactwo mchów.